# Vin Baker
Vincent Lamont Baker, detto Vin (Lake Wales, 23 novembre 1971), è un ex cestista e allenatore di pallacanestro statunitense, professionista nella NBA.

## Caratteristiche tecniche
Baker nei migliori anni della sua carriera è stato un giocatore dall'eccezionale capacità di giocare in post basso. Potente fisicamente e dotato di un grande stacco da terra aveva notevoli movimenti vicino canestro e con il passare degli anni ha costruito anche un buon tiro dalla media distanza.

## Carriera

### L'approdo a Milwaukee
Baker milita in un college non di prima fascia, ad Hartford, ma il suo talento e la sua prestanza fisica sono notati dagli scout NBA. Nel draft NBA del 1993 viene selezionato come ottava scelta assoluta dai Milwaukee Bucks. Fin dal suo esordio dimostra un notevole talento a rimbalzo e una spiccata capacità di produrre punti. A Milwaukee, sotto coach Mike Dunleavy, Vin forma con Glenn Robinson una coppia di ali dal notevole talento offensivo, che fanno ben sperare la società. Dal 1993 alla stagione 1995-96 però, sotto coach Dunleavy i play-off non sono mai raggiunti e neanche l'approdo in panchina di Chris Ford nella stagione 1996-97 porta al traguardo della post season. La dirigenza decide così di scindere la coppia Baker-Robinson, e a partire è proprio Baker.

### L'esperienza a Seattle
Baker viene mandato ai Seattle SuperSonics in un giro a tre squadre che vede Shawn Kemp da Seattle approdare ai Cleveland Cavs e Terrell Brandon da Cleveland andare a Milwaukee. A Seattle Baker ha il difficile compito di sostituire Kemp, ma grazie all'intesa con Gary Payton riesce ad eseguire il suo compito. I Sonics approdano ai play-off come una delle migliori squadre della Western Conference; nella post season eliminano i Minnesota Timberwolves, ma al secondo turno vengono eliminati dai Los Angeles Lakers. Per la squadra è una delusione. Coach George Karl sente terminato il suo ciclo da allenatore a Seattle e lascia la squadra.

### La difficile estate del 1998
L'estate del 1998 è un periodo pieno di dubbi per l'NBA: non si sa se l'anno dopo ci sarebbe stato il campionato a causa della serrata e dei litigi tra i proprietari e l'associazione dei giocatori. Le squadre non si allenano. Baker a Seattle è lontanissimo da casa sua (è originario del New England, anche se è nato in Florida) e per ingannare il tempo comincia a bere e di conseguenza ad ingrassare. Quando nel 1999 riprende la stagione Baker è completamente fuori forma e le sue cifre calano drasticamente. Seattle avrebbe bisogno di una seconda stella a fianco di Payton, stella che Baker era stato la stagione prima ma che adesso non riesce più ad essere. Tiene celati i suoi problemi di alcolismo e continua a giocare alternando momenti di gioco desolante ad altri in cui la sua classe torna a brillare. Seattle ha dei modesti risultati di squadra, riuscendo a raggiungere i play-off nella stagione 1999-2000 e in quella del 2001-2002, in entrambi i casi venendo eliminata al primo turno in cinque partite, da Utah nel 2000 e da San Antonio nel 2002.

### Il ritorno a "casa"
Nell'estate Seattle decide di scambiare Baker, e lo manda nella squadra della sua città d'origine, i Boston Celtics. Finalmente Baker trova il coraggio di ammettere i suoi problemi di dipendenza dall'alcool, problemi che comunque a Seattle erano abbastanza noti. Viene ricoverato in una clinica saltando la parte conclusiva della stagione. L'anno dopo torna in campo ma ancora ricade nei problemi di dipendenza dall'alcool; Boston rescinde il suo contratto e Baker torna in clinica.

### Le ultime peregrinazioni
Uscito dalla clinica Baker sembra completamente guarito; le squadre NBA però non hanno più molta fiducia in lui. Nella parte finale della stagione 2003-04 gioca qualche partita con i New York Knicks, come anche all'inizio della stagione successiva. Baker è tornato con un fisico notevole, dimagrito e muscoloso. È comunque l'ombra della stella che aveva calcato i parquet NBA a metà degli anni novanta. Gioca tre partite alla fine della stagione 2004-05 negli Houston Rockets e nella stagione 2005-06 ottiene un ingaggio dai Los Angeles Clippers. Il 1º ottobre 2006 firma il suo ultimo contratto NBA con i Minnesota Timberwolves, che però lo tagliano il 13 novembre senza che sia mai sceso sul parquet.

## Statistiche

### College
| Anno      | Squadra        | PG  | PT | MP   | TC%  | 3P%  | TL%  | RP   | AP  | PRP | SP  | PP   |
| --------- | -------------- | --- | -- | ---- | ---- | ---- | ---- | ---- | --- | --- | --- | ---- |
| 1989-1990 | Hartford Hawks | 28  | -  | 13,4 | 61,7 | -    | 39,0 | 2,9  | 0,3 | 0,3 | 1,7 | 4,7  |
| 1990-1991 | Hartford Hawks | 29  | 29 | 31,0 | 49,1 | -    | 67,8 | 10,4 | 0,6 | 1,1 | 2,0 | 19,6 |
| 1991-1992 | Hartford Hawks | 27  | 27 | 36,9 | 44,0 | 33,1 | 65,7 | 9,9  | 1,3 | 1,3 | 3,7 | 27,6 |
| 1992-1993 | Hartford Hawks | 28  | 28 | 36,4 | 47,7 | 26,9 | 62,5 | 10,7 | 1,9 | 1,4 | 2,6 | 28,3 |
| Carriera  | Carriera       | 112 | 84 | 29,4 | 47,5 | 30,0 | 63,7 | 8,5  | 1,0 | 1,0 | 2,5 | 20,0 |

### NBA

#### Regular season
| Anno      | Squadra          | PG  | PT  | MP    | TC%  | 3P%  | TL%  | RP   | AP  | PRP | SP  | PP   |
| --------- | ---------------- | --- | --- | ----- | ---- | ---- | ---- | ---- | --- | --- | --- | ---- |
| 1993-1994 | Milwaukee Bucks  | 82  | 63  | 31,2  | 50,1 | 20,0 | 56,9 | 7,6  | 2,0 | 0,7 | 1,4 | 13,5 |
| 1994-1995 | Milwaukee Bucks  | 82  | 82  | 41,0* | 48,3 | 29,2 | 59,3 | 10,3 | 3,6 | 1,0 | 1,4 | 17,7 |
| 1995-1996 | Milwaukee Bucks  | 82  | 82  | 40,5  | 48,9 | 20,8 | 67,0 | 9,9  | 2,6 | 0,8 | 1,1 | 21,1 |
| 1996-1997 | Milwaukee Bucks  | 78  | 78  | 40,5  | 50,5 | 27,8 | 68,7 | 10,3 | 2,7 | 1,0 | 1,4 | 21,0 |
| 1997-1998 | Seattle S.Sonics | 82  | 82  | 35,9  | 54,2 | 14,3 | 59,1 | 8,0  | 1.9 | 1,1 | 1,0 | 19,2 |
| 1998-1999 | Seattle S.Sonics | 34  | 31  | 34,2  | 45,3 | 0,0  | 45,0 | 6,2  | 1,6 | 0.9 | 1,0 | 13,8 |
| 1999-2000 | Seattle S.Sonics | 79  | 75  | 36,1  | 45,5 | 25,0 | 68,2 | 7,7  | 1,9 | 0,6 | 0,8 | 16,6 |
| 2000-2001 | Seattle S.Sonics | 76  | 27  | 28,0  | 42,2 | 6,3  | 72,3 | 5,7  | 1,2 | 0,5 | 1,0 | 12,2 |
| 2001-2002 | Seattle S.Sonics | 55  | 41  | 31,1  | 48,5 | 12,5 | 63,3 | 6,4  | 1,3 | 0,4 | 0,7 | 14,1 |
| 2002-2003 | Boston Celtics   | 52  | 9   | 18,1  | 47,8 | 0,0  | 7,3  | 3,8  | 0,6 | 0,4 | 0,6 | 5,2  |
| 2003-2004 | Boston Celtics   | 37  | 33  | 27,0  | 50,5 | 0,0  | 73,2 | 5,7  | 1,5 | 0,6 | 0,6 | 11,3 |
| 2003-2004 | N.Y. Knicks      | 17  | 0   | 18,4  | 40,4 | 50,0 | 71,1 | 4,1  | 0,7 | 0,4 | 0,5 | 6,6  |
| 2004-2005 | N.Y. Knicks      | 24  | 0   | 8,0   | 34,2 | 0,0  | 46,7 | 1,5  | 0,4 | 0,1 | 0,2 | 1,4  |
| 2004-2005 | Houston Rockets  | 3   | 0   | 4,3   | 0,0  | 0,0  | 100  | 0,7  | 0,3 | 0,0 | 0,0 | 0,7  |
| 2005-2006 | L.A. Clippers    | 8   | 1   | 10,6  | 46,7 | 0,0  | 72,2 | 2,4  | 0,5 | 0,5 | 0,5 | 3,4  |
| Carriera  | Carriera         | 709 | 604 | 32,5  | 48,5 | 21,5 | 63,8 | 7,4  | 1,9 | 0,7 | 1,0 | 15,0 |
| All-Star  | All-Star         | 4   | 0   | 17,5  | 41,9 | 0,0  | 75,0 | 6,0  | 0,7 | 0,5 | 0,2 | 8,7  |

#### Play-off
| Anno     | Squadra          | PG | PT | MP   | TC%  | 3P%  | TL%  | RP  | AP  | PRP | SP  | PP   |
| -------- | ---------------- | -- | -- | ---- | ---- | ---- | ---- | --- | --- | --- | --- | ---- |
| 1998     | Seattle S.Sonics | 10 | 10 | 37,1 | 53,0 | 0,0  | 42,1 | 9,4 | 1,8 | 1,8 | 1,5 | 15,8 |
| 2000     | Seattle S.Sonics | 5  | 4  | 35,4 | 40,0 | 0,0  | 58,8 | 7,6 | 2,0 | 1,0 | 0,4 | 14,0 |
| 2002     | Seattle S.Sonics | 5  | 4  | 28,8 | 50,0 | 100  | 77,8 | 5,0 | 0,8 | 0,6 | 1,2 | 13,2 |
| 2004     | N.Y. Knicks      | 4  | 0  | 14,3 | 57,1 | 0,0  | 66,7 | 3,0 | 0,3 | 0,8 | 0,5 | 5,5  |
| Carriera | Carriera         | 24 | 18 | 31,2 | 49,1 | 50,0 | 53,4 | 7,0 | 1,4 | 1,2 | 1,0 | 13,2 |

#### Massimi in carriera
- Massimo di punti: 41 (2 volte)[1]
- Massimo di rimbalzi: 21 vs Washington Wizards (25 febbraio 1996)[1]
- Massimo di assist: 12 vs Charlotte Hornets (14 marzo 1995)[1]
- Massimo di palle rubate: 5 vs Indiana Pacers (16 marzo 1997)[1]
- Massimo di stoppate: 7 vs Cleveland Cavaliers (26 marzo 2001)[1]
- Massimo di minuti giocati: 50 vs Miami Heat (21 dicembre 1994)[1]

## Palmarès

### NBA
- NBA All-Rookie First Team: 1994
- All-NBA Second Team (1998)
- All-NBA Third Team (1997)
- 4 volte NBA All-Star (1995, 1996, 1997, 1998)